# پراهالی
پراهالی (به بلغاری: Prahali) یک منطقهٔ مسکونی در بلغارستان است که در شهرستان گابروو واقع شده‌است.